# Šehzade Džihangir

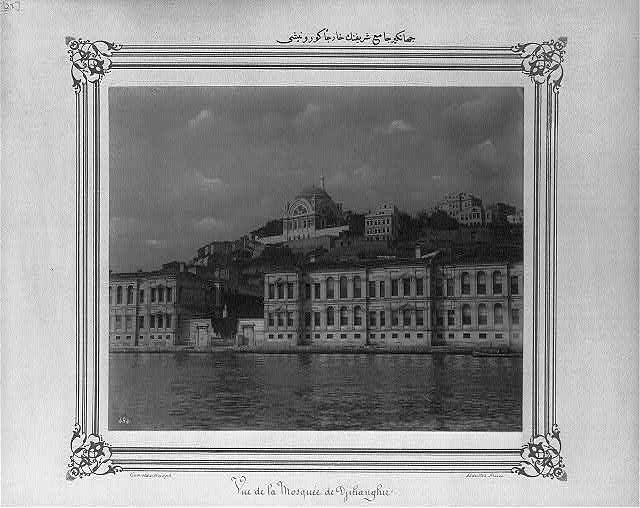
Mešita Şehzade Cihangir v letech 1880–1893

Šehzade Džihangir (turecky Şehzade Cihangir; 9. prosince 1531, Istanbul – 27. listopadu 1553, Aleppo) byl osmanský princ a následník trůnu. Byl šestý a nejmladší syn sultánovy manželky Hürrem Sultan a sultána Suleymana I. Již od narození měl zdravotní postižení, na zádech měl hrb a chodil křivě. Jinak byl zdráv, stejně jako jeho bratři, následníci trůnu. Říká se, že později zemřel žalem, když se dozvěděl o popravě svého nevlastního bratra Šehzade Mustafy, která se udála na příkaz jejich otce, sultána Sulejmana. Dle jiného názoru zemřel na vrozenou vadu (křivice).
Je pohřben v istanbulské mešitě, která je pojmenovaná po něm Šehzade Cihangir. Vybudoval ji osmanský stavitel Mimar Sinan.